# Peter Post
Peter Post (Amsterdam, 12 de novembre de 1933 - Amsterdam, 14 de gener de 2011) va ser un ciclista neerlandès que fou professional entre 1956 i 1972. Va córrer tant en pista com en carretera.
Ha sigut un dels millors especialistes en les curses de sis dies, en haver pres part en 155 curses, de les quals en va guanyar 65. Per això que era conegut amb el sobrenom de "De Keizer van de Zesdaagse" o "El kàiser dels sis dies". En ruta destaca la seva victòria a la París-Roubaix de 1964 i el Campionat dels Països Baixos en ruta de 1963. Una vegada retirat de les curses es convertí en director esportiu.

## Palmarès

### En carretera
- 1958
  - Vencedor d'una etapa de la Volta als Països Baixos
- 1960
  - 1r de la Volta als Països Baixos i vencedor d'una etapa
- 1961
  - Vencedor de 2 etapes de la Volta als Països Baixos
- 1962
  - 1r de la Volta a Alemanya i vencedor d'una etapa
  - 1r a la Volta a Limburg
  - Vencedor d'una etapa de la Volta a Bèlgica
- 1963
  -  Campió dels Països Baixos en ruta
  - 1r de la Volta a Bèlgica
  - 1r a l'Elfstedenronde
- 1964
  - 1r de la París-Roubaix
  - Vencedor de 2 etapes de la Volta a Bèlgica

### En pista
- 1957
  -  Campió dels Països Baixos de persecució
  - 1r als Sis dies de Chicago (amb Harm Smits)
- 1958
  -  Campió dels Països Baixos de persecució
- 1959
  -  Campió dels Països Baixos de persecució
  - 1r als Sis dies de Münster (amb Lucien Gillen)
  - 1r als Sis dies d'Anvers (amb Gerrit Schulte i Klaus Bugdahl)
  - 1r als Sis dies de Brussel·les (amb Gerrit Schulte)
- 1960
  -  Campió dels Països Baixos de persecució
  - 1r als Sis dies de Berlín (amb Rik Van Looy)
  - 1r als Sis dies de Gant (amb Rik Van Looy)
  - 1r als Sis dies d'Anvers (amb Jan Plantaz i Klaus Bugdahl)
- 1961
  -  Campió dels Països Baixos de persecució
  -  Campió dels Països Baixos d'Omnium
  - 1r als Sis dies d'Anvers (amb Willy Vannitsen i Rik Van Looy)
  - 1r als Sis dies de Brussel·les (amb Rik Van Looy)
  - 1r als Sis dies de Gant (amb Rik Van Looy)
  - 1r als Sis dies de Colònia (amb Rik Van Looy)
- 1962
  - Campió d'Europa de derny
  - 1r als Sis dies d'Anvers (amb Oscar Plattner i Rik Van Looy)
  - 1r als Sis dies de Berlín (amb Rik Van Looy)
  - 1r als Sis dies de Dortmund (amb Rik Van Looy)
- 1963
  - Campió d'Europa de derny
  - Campió d'Europa de persecució
  -  Campió dels Països Baixos de persecució
  - 1r als Sis dies de Colònia (amb Fritz Pfenninger)
  - 1r als Sis dies de Zuric (amb Fritz Pfenninger)
  - 1r als Sis dies de Brussel·les (amb Fritz Pfenninger)
  - 1r als Sis dies de Milà (amb Ferdinando Terruzzi)
- 1964
  - Campió d'Europa de derny
  - Campió d'Europa de Madison (amb Fritz Pfenninger)
  - Campió d'Europa en Òmnium Endurance
  - 1r als Sis dies d'Anvers (amb Noël Foré i Fritz Pfenninger)
  - 1r als Sis dies de Zuric (amb Fritz Pfenninger)
  - 1r als Sis dies de Brussel·les (amb Fritz Pfenninger)
  - 1r als Sis dies de Berlín (amb Fritz Pfenninger)
  - 1r als Sis dies de Colònia (amb Hans Junkermann)
- 1965
  - Campió d'Europa de derny
  - 1r als Sis dies d'Anvers (amb Klaus Bugdahl i Jan Janssen)
  - 1r als Sis dies de Berlín (amb Fritz Pfenninger)
  - 1r als Sis dies de Dortmund (amb Fritz Pfenninger)
  - 1r als Sis dies de Zuric (amb Fritz Pfenninger)
  - 1r als Sis dies d'Essen (amb Rik Van Steenbergen)
  - 1r als Sis dies de Brussel·les (amb Tom Simpson)
- 1966
  - Campió d'Europa de Madison (amb Fritz Pfenninger)
  - Campió d'Europa de derny
  - 1r als Sis dies d'Anvers (amb Fritz Pfenninger i Jan Janssen)
  - 1r als Sis dies d'Essen (amb Fritz Pfenninger)
  - 1r als Sis dies de Gant (amb Fritz Pfenninger)
  - 1r als Sis dies d'Amsterdam (amb Fritz Pfenninger)
  - 1r als Sis dies de Milà (amb Gianni Motta)
- 1967
  - Campió d'Europa de derny
  - 1r als Sis dies d'Anvers (amb Fritz Pfenninger i Jan Janssen)
  - 1r als Sis dies de Berlín (amb Klaus Bugdahl)
  - 1r als Sis dies de Bremen (amb Fritz Pfenninger)
  - 1r als Sis dies d'Essen (amb Fritz Pfenninger)
  - 1r als Sis dies de Frankfurt (amb Fritz Pfenninger)
  - 1r als Sis dies de Milà (amb Gianni Motta)
- 1968
  - Campió d'Europa de Madison (amb Patrick Sercu)
  - 1r als Sis dies de Londres (amb Patrick Sercu)
  - 1r als Sis dies de Rotterdam (amb Patrick Sercu)
  - 1r als Sis dies de Milà (amb Gianni Motta)
  - 1r als Sis dies de Berlín (amb Wolfgang Schulze)
  - 1r als Sis dies de Gant (amb Leo Duyndam)
- 1969
  - Campió d'Europa de derny
  - 1r als Sis dies d'Anvers (amb Rik Van Looy i Patrick Sercu)
  - 1r als Sis dies de Dortmund (amb Patrick Sercu)
  - 1r als Sis dies de Frankfurt (amb Patrick Sercu)
  - 1r als Sis dies de Londres (amb Patrick Sercu)
  - 1r als Sis dies de Bremen (amb Patrick Sercu)
  - 1r als Sis dies de Rotterdam (amb Romain De Loof)
  - 1r als Sis dies d'Amsterdam (amb Romain De Loof)
- 1970
  - Campió d'Europa de derny
  - 1r als Sis dies d'Anvers (amb Klaus Bugdahl i René Pijnen)
  - 1r als Sis dies de Zuric (amb Fritz Pfenninger i Erich Spahn)
  - 1r als Sis dies de Groningen (amb Jan Janssen)
  - 1r als Sis dies de Bremen (amb Patrick Sercu)
  - 1r als Sis dies de Londres (amb Patrick Sercu)
  - 1r als Sis dies de Colònia (amb Patrick Sercu)
  - 1r als Sis dies de Brussel·les (amb Jacky Mourioux)
- 1971
  -  Campió dels Països Baixos de 50 km contrarellotge
  - 1r als Sis dies d'Anvers (amb Leo Duyndam i René Pijnen)
  - 1r als Sis dies de Berlín (amb Patrick Sercu)
  - 1r als Sis dies de Londres (amb Patrick Sercu)
  - 1r als Sis dies de Rotterdam (amb Patrick Sercu)
  - 1r als Sis dies de Frankfurt (amb Patrick Sercu)
  - 1r als Sis dies de Grenoble (amb Alain Van Lancker)